# Evgueni Reïn
Pour les articles homonymes, voir Rein.
 (décembre 2018).
Si vous disposez d'ouvrages ou d'articles de référence ou si vous connaissez des sites web de qualité traitant du thème abordé ici, merci de compléter l'article en donnant les références utiles à sa vérifiabilité et en les liant à la section « Notes et références ».
Evgueni Reïn (en russe : Евге́ний Бори́сович Рейн, Evgueni Borissevitch Reïn, né à Léningrad le 29 décembre 1935) est un poète, écrivain et scénariste russe.

## Biographie
Né dans une famille juive, son père, Boris G. Reïn, est architecte, sa mère, Marie A. Ziskand, est professeur de langue et littérature allemande. En 1944, son père est tué sur le front à Narva. 
Après des études à Moscou poursuivies à Léningrad, il sort diplômé de l'Institut Technologique de Léningrad.
À Léningrad, il habite la célèbre rue Rubinstein, côtoie de nombreux écrivains, se lie d'amitié avec Joseph Brodsky et Sergueï Dovlatov notamment. À la fin des années 1960, il est considéré, avec Joseph Brodsky, Dmitri Bobychev, Anatoli Naïman, comme l'un des « orphelins d'Akhmatova ».
Il s'installe à Moscou en 1971. Jusqu'à la fin des années 1970, il distribue ses poèmes sous forme de samizdat - il fait notamment partie des auteurs des célèbres Sintaksis (1959-1960) et Métropole (ru) (1979). Certains poèmes paraissent cependant à l'étranger, notamment dans la revue parisienne Syntaxe (ru). 
En 1984, sort Les noms des ponts son premier recueil mais avec une forte intervention de la censure. 
Il enseigne actuellement la littérature et la poésie à l'Institut de littérature Maxime-Gorki. 
Sa poésie se caractérise par sa simplicité et sa clarté.

## Publications
Parmi ses recueils de poèmes :
- (ru) После нашей эры (Après notre époque), Время,‎ 2004, 372 p. (ISBN 5-94117-145-5)
- (ru) Арка над водой (l'Arche sur l'eau), Олимп,‎ 2000, 368 p. (ISBN 5-271-00734-0)
- (ru) Балкон (Le Balcon), Арион,‎ 1998, 128 p. (ISBN 5-87414-114-6)
- (ru) Предсказание (Prévision), ПAN,‎ 1994, 158 p.
- (ru) Непоправимый день (Jour irréparable), Правда,‎ 1991, 32 p.
- (ru) Темнота зеркал (L'Obscurité du miroir), Советский писатель,‎ 1990, 176 p.
- (ru) Имена мостов (Les noms des ponts), Советский писатель,‎ 1984, 88 p.

## Distinctions
- Lauréat du Prix d'État de Russie (1996) - la plus haute récompense dans le domaine des Arts et de la Littérature en Russie
- Lauréat du prix Pouchkine[Quand ?]
- Lauréat du prix Tsarskoïe Selo (1997)